# Cygnus CRS OA-6
Cygnus CRS OA-6, també coneguda com a Orbital Sciences CRS Flight 6, va ser el sisè vol amb èxit de la nau espacial de subministrament no tripulada Cygnus desenvolupada per Orbital ATK, i el cinquè vol a l'Estació Espacial Internacional com a missió del programa Commercial Resupply Services de la NASA.
 La missió va ser llançada el 23 de març de 2016.
La nau espacial Cygnus d'aquesta missió va ser batejada amb el nom de S.S. Rick Husband en honor de l'astronauta Rick Husband.>